# Johan Lindgren
Johan Lindgren (* 13. August 1986 in Falun) ist ein ehemaliger schwedischer Radrennfahrer.
Johan Lindgren wurde 2004 schwedischer Meister im Straßenrennen der Junioren. 2005 gewann er das Eintagesrennen Östgötaloppet. Bei den UCI-Straßen-Weltmeisterschaften 2006 in Salzburg startete er im Straßenrennen der U23-Klasse und beendete das Rennen mit einer Runde Rückstand auf dem 134. Platz hinter dem Sieger Gerald Ciolek. 2007 ging Lindgren für das französische ProTeam La Française des Jeux an den Start, von 2009 bis 2011 für das schwedische Team Cykelcity, das ab 2011 eine Lizenz als Continental Team besaß.
2011 beendete Johan Lindgren seine Radsportkarriere. Seitdem nimmt er erfolgreich an Marathonläufen teil. 2014 gewann er den Marathon von Säter mit einer Zeit von 2:37:30 Stunden.

## Erfolge
2003
- Schwedischer Meister – Einzelzeitfahren (Junioren)
- Schwedischer Meister – Straßenrennen (kurze Distanz) (Junioren)

2004
- Schwedischer Meister – Straßenrennen (Junioren)
- Schwedischer Meister – Staffel (mit Johan Landström und Anders Montelius) (Junioren)

2005
- Schwedischer Meister – Einzelzeitfahren (Mannschaftswertung) (mit Viktor Renäng und Marcus Juneholt)
- eine Etappe Kreiz Breizh Elites

2010
- eine Etappe Olympia’s Tour
- eine Etappe Univest Grand Prix

2011
- eine Etappe Tour of Norway

## Teams
- 2007 La Française des Jeux
- 2011 Team Cykelcity